# Secchijev disk
Secchijev disk je mjerni instrument za mjerenje zamućenja ili prozirnost vode. Secchijev disk se sastoji od jedne okrugle limene ploče koja ima promjer od 20 do 30 centimetara, a obojena je bijelom bojom. Disk se drži pomoću uzice pričvršćene u sredini ploče. Na uzicu se na svakih 10 centimetara poveže čvor da se može ustanoviti dubina uronjenja. Prozirnost vode mjerimo tako da disk postavljen na površinu vode polako spuštamo prema dubini i zabilježimo kad nestane. Nakon toga ponovo polako izvlačimo i označimo kad se ponovo pojavi. Presjek ovih dviju vrijednosti daje podatke o prozirnosti vode.
Secchijev disk je osmislio Angelo Secchi 1865., a koristio je za mjerenje prozirnosti jezera i mora. 

## Zamućenje vode
Zamućenje vode uzrokovano je suspendiranim tvarima, kao što su mulj, pijesak, fina otopljena organska i anorganska tvar, topljive obojene organske tvari, plankton i drugi mikroskopski organizmi. Zamućenje je mjera optičkog svojstva vode koje uzrokuje da se svjetlo rasprši i absorbira više nego što se prenosi (transmitira) u oštrim linijama duž uzorka. Bistrina vode važna je za izradu proizvoda namijenjenih za upotrebu od strane čovjeka kao i u mnogim proizvodnim djelatnostima. Zamućenje vode glavna je značajka za stanje i produktivnost vodenog sustava. Stupanj zamućenja izražavamo kao: prozirno, jasno, gotovo jasno, slabo opalescentno, opalescentno, slabo zamućeno i jako zamućeno. 
Turbidimeter je mjerni instrument koji mjeri zamućenje(engl. turbidity) otopine mjereći gubitak intenziteta svjetlosnog snopa koji prolazi kroz otopinu. Nefelometar (gr. nephele – magla) je mjerni instrument koji mjeri zamućenje otopine mjereći količinu svjetlosti koja se pod određenim kutom odvojila od svjetlosnog snopa koji prolazi kroz otopinu (obično 90º). NTU (engl. Nephelometric Turbiditty Unit) je jednaka furmazinskoj jedinici. Voda za piće može imati najviše 4 NTU.